# Scoparia excursalis
Scoparia excursalis là một loài bướm đêm trong họ Crambidae.